# Прапор Уфи
Прапор міського округу «Місто Уфа» Республіки Башкортостан Російської Федерації.

## Опис
«Прямокутне полотнище зі співвідношенням сторін ширини до довжини прапора — 2:3, що складається з двох горизонтальних смуг: верхньої білого кольору, шириною 7:10 ширини полотнища і нижньої зеленого кольору; у центрі білої смуги біжить до древка куниця натурального коричнево-бурого кольору».

## Обґрунтування символіки
Прапор розроблений на основі герба міста.
У центрі прапора куниця натурального коричнево-бурого кольору. Піднесена голова з красиво вигнутою шиєю надають куниці впевненість і спокій. Уся її фігура, гордовита поза, хутро з позолотою уособлюють багатство, гордість та гідність.
Уфимська фортеця заснована в 1574 році для захисту башкирської землі. Фортеця одночасно служила центральним пунктом збору податі. Хутро куниці й соболя здавна цінувалося на Русі. За угодою з російським царем Іваном Грозним башкири домовилися платити ясак хутром куниці.
Срібний (білий) колір — символ віри, щиросердності та благородства.
Зелений колір символізує достаток, радість, свободу, спокій та мир.